# Пекуринен, Арндт
Арндт Ю́хо Пе́куринен (фин. Arndt Juho Pekurinen; 29 августа 1905, Юва, Санкт-Михельская губерния — 5 ноября 1941, Калевальский район, Карелия, СССР) — известный финский отказчик от военной службы и пацифист. Огласка, которую Пекуринен получил за свой отказ от военной службы по соображениям совести, оказала решающее влияние на принятие в 1931 году первого в Финляндии закона, разрешающего гражданскую службу, так называемого Закона Пекуринена. Пекуринен был казнён на фронте Суомуссалми во время Советско-финской войны. Спустя десятилетия после своей смерти он приобрёл репутацию мученика среди пацифистов.

## Биография
Пекуринен родился в Юве в семье Калле Вильяма Пекуринена и Хильмы Софии Шадевиц. Он окончил четыре класса начальной школы с отличными оценками, но его родители не могли позволить себе дальнейшее образование. Вместе с братом он отправился в Котку и работал там с 1922 по 1927 год в качестве рабочего дока и капитана судна. Увлечение чтением познакомило Пекуринена в раннем возрасте с пацифистскими учениями Арвида Ярнефельта и Льва Толстого. В 1927 году он переехал на работу в Хельсинки, где работал в течение следующих 12 лет водителем грузовика и разнорабочим. Позже его профессия была указана как помощник водителя грузовика в реестре Сил обороны.

## Отказ от оружия и последствия
Пацифизм Пекуринена был абсолютным: он не принимал никакого насилия и отказывался от любой работы, приносящей пользу армии, но был готов служить на любой другой работе, порученной государством. Согласно книге Эрно Паасилинна, личный девиз Пекуринена был вдохновлён Джонатаном Свифтом: «Когда людей не едят, нет смысла их резать» (фин. Kun ihmisiä ei syödä, on niitä turha teurastaa).
Из-за своих этических убеждений Пекуринен не пришёл на призывной пункт в сентябре 1924 года, но это не сразу привело к санкциям. В то время отказаться от военной службы можно было только по религиозным убеждениям, да и то альтернативную службу нужно было проходить в казарме в армии, на что Пекуринен не согласился. В Хельсинки он вступил в Финскую лигу мира и познакомился с её председателем Феликсом Иверсеном. Вскоре он подружился с Аарне Селинхеймо, который стал его важным сторонником. За несколько лет до этого Селинхеймо основал Финскую антимилитаристскую лигу, которая выступала за более радикальную пацифистскую линию, чем Лига мира, не только разрешая гражданскую службу, но и отменяя воинскую повинность. С 1927 года Пекуринен входил в руководство Антимилитаристской лиги и стал незаменимым активистом этой небольшой организации.
Антимилитаристская лига привлекла внимание центральной полиции, когда выяснилось, что Пекуринен по-прежнему уклоняется от вызова в суд. После избрания президентом Лиги он был арестован в ноябре 1929 года и насильно доставлен в гарнизон Сантахамина для отбывания наказания. Пекуринен категорически отказался и потребовал, чтобы ему разрешили нести службу без оружия в гражданской одежде. Он объявил голодовку и был приговорён военным трибуналом к трём месяцам тюремного заключения за неподчинение. По инициативе Селинхеймо весной 1930 года была организована широкая кампания в его поддержку, включая международную петицию, переданную министру обороны Юхо Ниукканену, которую подписали 60 членов британского парламента, Джордж Уэллс, Анри Барбюс, Альберт Эйнштейн и другие. Кроме того, финские социал-демократы начали защищать Пекуринена в своих публикациях. Однако приговор был лишь продлён, а во время перевода в Илмайоки летом 1930 года над ним жестоко издевались члены Лапуаского движения. Девять человек избили Пекуринена и заставили его идти в участок в унизительной одежде. За свои действия они получили лишь небольшие условные сроки. Тем временем срок заключения Пекуринена был продлён на шесть месяцев, а в январе 1931 года — ещё на девять месяцев.
Министра обороны Ниукканена завалили письмами по делу Пекуринена, и он предоставил Эйнштейну недостоверную информацию о том, что Пекуринену была предложена гражданская служба. В действительности Арндт служил пожарным в гарнизоне Суоменлинны, в составе Сил обороны. Эйнштейн узнал об обмане и направил Ниукканену гневное письмо с выражением неодобрения. Письма находятся в Национальном архиве в папке с перепиской министра обороны с 1930 года.
В результате внимания, привлечённого делом Пекуринена, летом 1930 года в парламенте была выдвинута инициатива внести изменения в Закон о воинской повинности, чтобы гражданская служба также могла осуществляться на основе этических убеждений и полностью вне армии. Поправка, известная как Закон Пекуринена, была единогласно одобрена парламентом. Этот первый закон о гражданской службе в Финляндии вступил в силу 14 апреля 1931 г. Однако закон действовал только в мирное время.

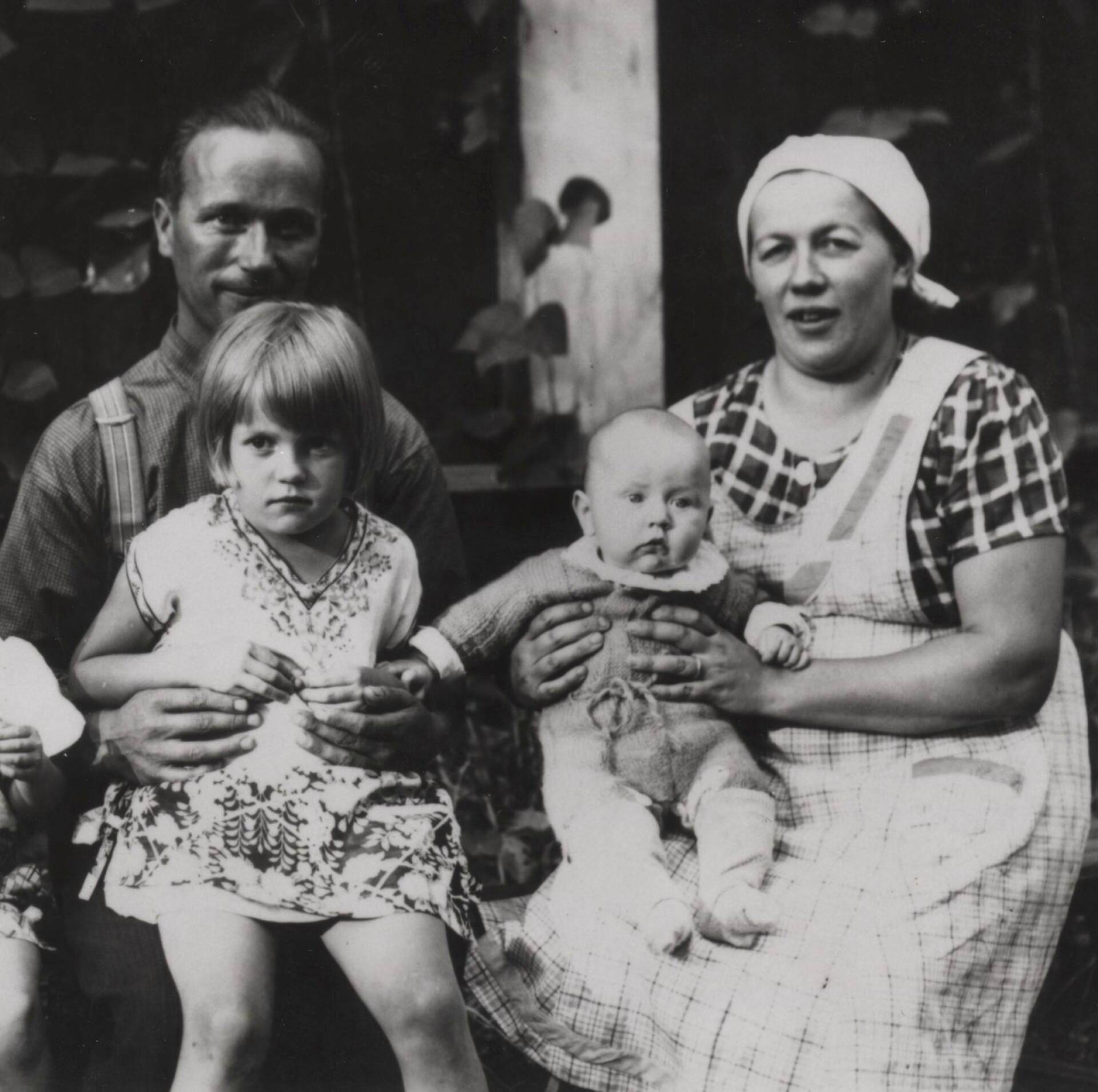
Арндт Пекуринен и его семья летом 1939 года.

Пекуринен был условно-досрочно освобождён в январе 1932 года, отсидев более двух лет в тюрьме. Он продолжил свою организационную деятельность и в 1934 году вместе с Селинхеймо основал Финскую ассоциацию сопротивленцев войне. Деятельность ассоциации прекратилась после смерти Селинхеймо в 1939 году. Когда началась Советско-финляндская война, Пекуринена снова призвали к оружию и, после отказа, приговорили к более чем двухлетнему заключению, от которого он безуспешно просил о помиловании. В 1941 году началась Советско-финская война, ему приказали работать в качестве новобранца на передовой III армейского корпуса в войсках пехотного полка JR 11. Приказ предусматривал, что Пекуринен возьмёт в руки оружие и будет им пользоваться. Пекуринен продолжал последовательно отказываться это делать. «Зря вы меня притащили в Виену, чтобы убить. Убить меня вы могли бы и в Хельсинки», — сказал он во время поездки на фронт (фин. Turhaan toitte Vienaan korpeen tapettavaksi. Olisitte voinut tappaa Helsingissäkin). Тогда будущий кавалер Креста Маннергейма капитан Пентти Валконен приказал казнить Пекуринена. Первые два солдата, назначенные для выполнения приказа, отказались. Только третий солдат, которому было приказано казнить Пекуринена, согласился выполнить приказ. Услышав это, те, кому изначально было поручено это задание, покинули место событий. Казнь была совершена в Калевальском районе, занятом финскими войсками в начале ноября 1941 года.

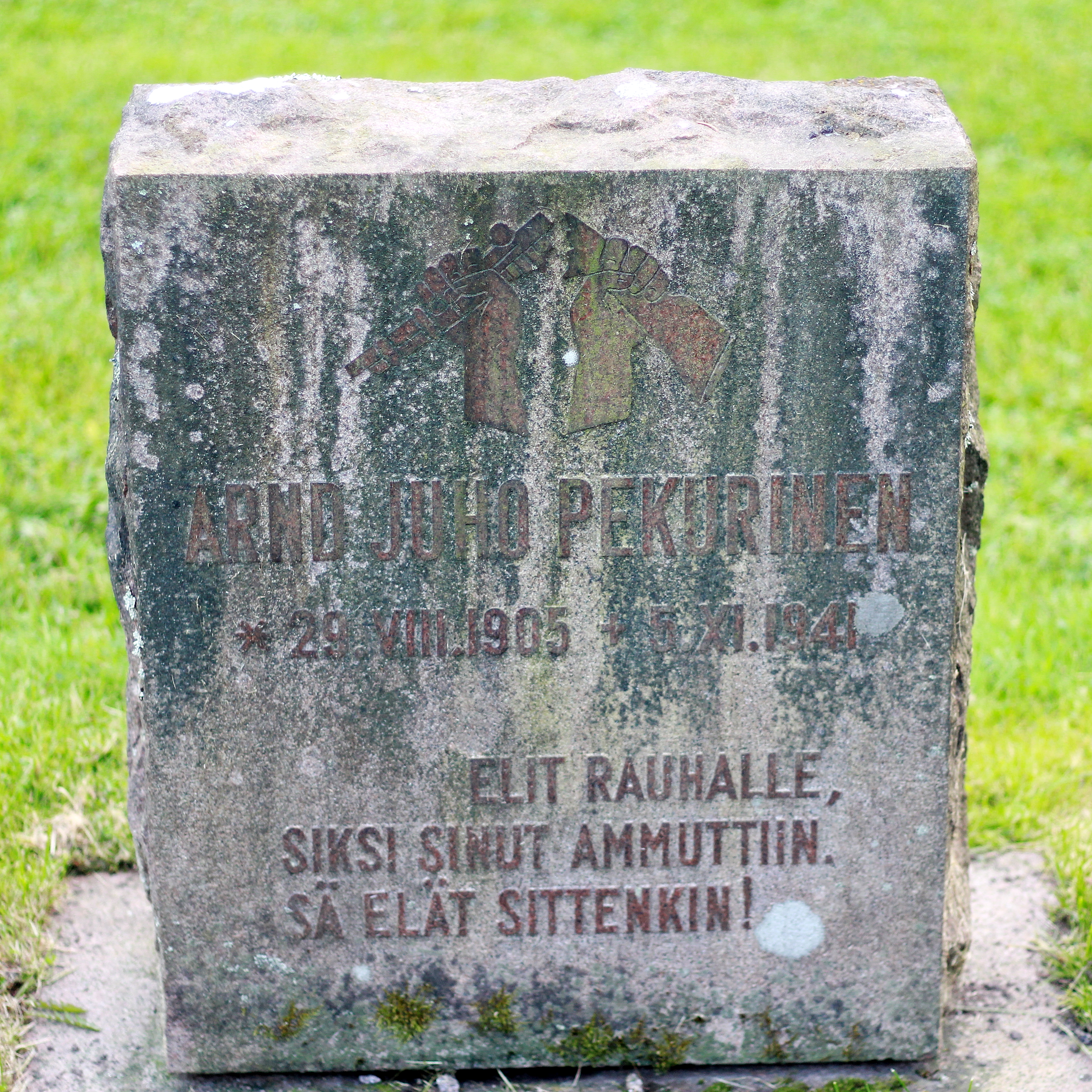
Надгробие Арндта Пекуринена на кладбище Мальми. На надгробии надпись: «Ты жил ради мира, поэтому тебя убили. Но ты продолжаешь жить!»

Пекуринен был первоначально похоронен на месте казни, а его вдове солгали о его гибели в бою. В конце концов ей удалось добиться, чтобы тело доставили в Хельсинки, где оно было похоронено на кладбище Мальми. Тело было изуродовано, а ухо Пекуринена было пробито прикладом винтовки. Карл Харалд Вийк инициировал расследование казни Пекуринена в 1945 году, но через год оно было безуспешно закрыто. Друзья Пекуринена оплатили и поставили скромный памятный камень на его могиле в 1977 году с символом отказа от военной службы по соображениям совести и словами: «Ты жил ради мира, поэтому тебя убили. Но ты продолжаешь жить!» Каждый год Ассоциация лиц, отказывающихся от военной службы по соображениям совести, организует памятные посещения могилы.
По мнению авторов книги «Активисты», казнь Пекуринена была спланированной цепью событий, призванной избавиться от позорного фигуранта движения за мир.

## Память
Пекуринен и его судьба были надолго забыты, пока писатель Эрно Паасилинна не написал биографию Пекуринена «Мужество: жизнь и казнь Арндта Пекуринена» (1998). Паасилинна завершает свою книгу словами: «Пекуринен сражался напрасно. Он и сам это знал, потому что остался один, а значит, был изолирован и обречён». Сеппо Парккинен написал по книге пьесу «Солдат войны», премьера которой состоялась в городском театре Эспоо в 2002 году. Книга и пьеса вернули Пекуринена в национальное сознание. Финский рэп-исполнитель Avain записал в своем альбоме Punainen tiili (2001) песню Ruokaa, ei aseita (Еда, а не оружие), в которой отдаёт дань уважения жизни Пекуринена.
В 2004 году Пекуринен занял 54-е место в голосовании программы Финской вещательной корпорации «Великие финны». 19 мая 2006 года парк рядом с Рауханасема в Восточном Пасила был открыт под именем Арндта Пекуринена. Решение о названии парка было принято городским советом Хельсинки путём голосования. Группа совета Коалиционной партии предпочла бы оставить имя Пекуринена вне названия парка, в то время как группа Шведской народой партии предложила название Siviilipjänstparken (Civiltjänstparken).
Родственник Пекуринена, скульптор Ярмо Веллонен, в память о Пекуринене создал работу под названием «Арндт живёт». Она выставлялась в галерее Laterna Magica в Хельсинки с 24 августа 2018 года.
В 2021 году вышел документальный фильм «Ikuiseen rauhaan» (рус. К вечному миру), просвещенный жизни и смерти Арндта Пекуринена.